# جایزه سینمایی انتخاب منتقدان برای بهترین بازیگر مرد فیلم اکشن

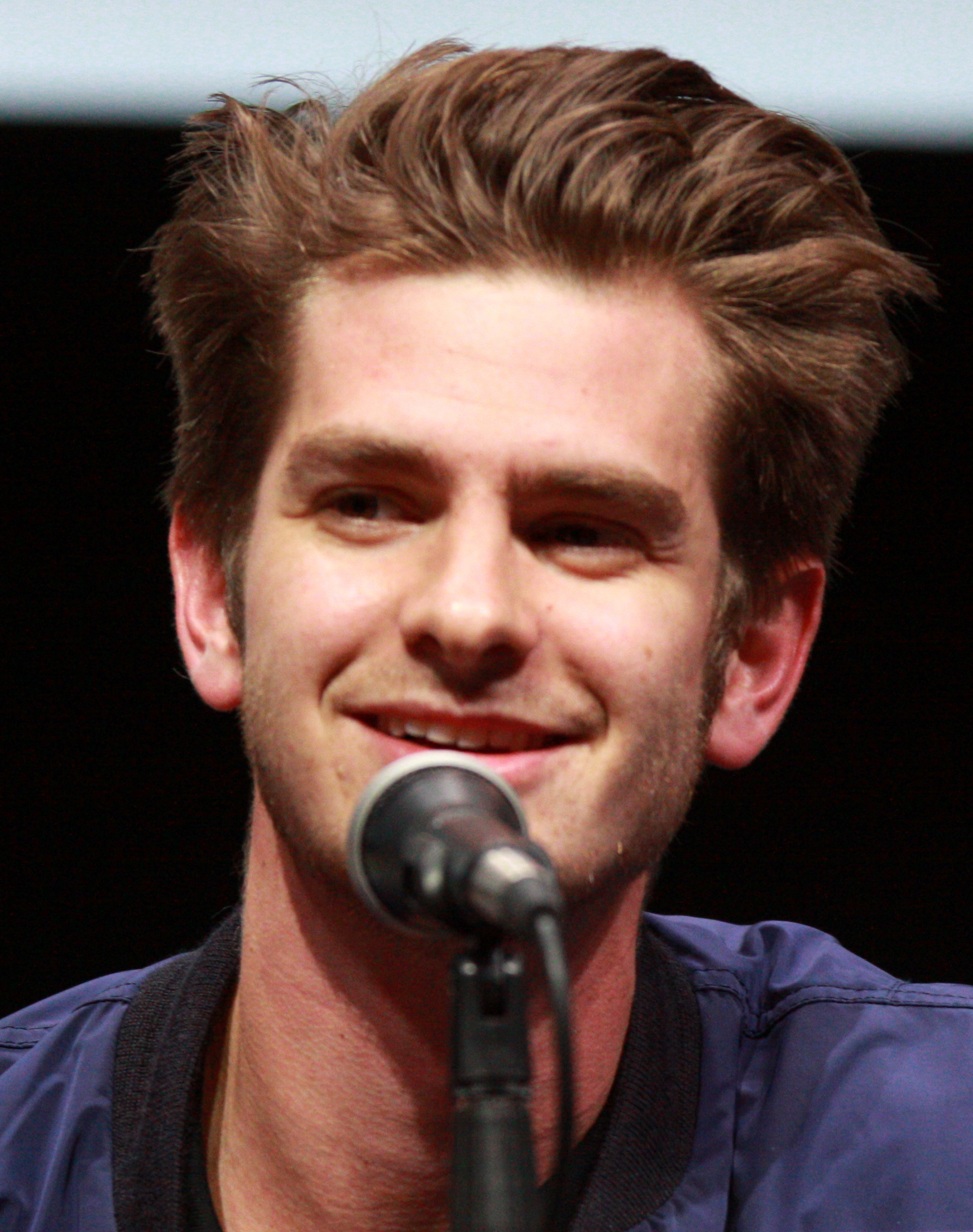
اندرو گارفیلد در سال 2016

جایزه سینمایی انتخاب منتقدان برای بهترین بازیگر مرد فیلم اکشن (انگلیسی: Critics' Choice Movie Award for Best Actor in an Action Movie) جایزه‌ای که توسط انجمن منتقدان پخش فیلم به فعالان بخش سینما داده می‌شود.

## لیست برنده‌ها و نامزدها
۲۰۱۲: دنیل کریگ – اسکای‌فال در نقش جیمز باند
- کریستین بیل – شوالیه تاریکی برمی‌خیزد در نقش بتمن
- رابرت داونی جونیور – انتقام‌جویان (فیلم ۲۰۱۲) در نقش مرد آهنی
- جوزف گوردون لویت – لوپر در نقش Young Joe
- جیک جیلنهال – آخرین گشت در نقش Brian Taylor

۲۰۱۳: مارک والبرگ – تنها بازمانده در نقش Marcus Luttrell
- هنری کویل – مرد پولادین در نقش سوپرمن
- رابرت داونی جونیور – مرد آهنی ۳ در نقش مرد آهنی
- برد پیت – جنگ جهانی زد در نقش Gerry Lane

۲۰۱۴: بردلی کوپر – تک‌تیرانداز آمریکایی (فیلم) در نقش کریس کایل ‡
- تام کروز – لبه فردا در نقش Major William Cage
- کریس ایوانز – کاپیتان آمریکا: سرباز زمستان در نقش کاپیتان آمریکا
- برد پیت – خشم (فیلم ۲۰۱۴) در نقش S/Sgt. Don "Wardaddy" Collier
- کریس پرت – نگهبانان کهکشان (فیلم) در نقش استار-لرد

۲۰۱۵: تام هاردی – مکس دیوانه: جاده خشم در نقش Max Rockatansky
- دنیل کریگ – اسپکتر (فیلم ۲۰۱۵) در نقش جیمز باند
- تام کروز – مأموریت غیرممکن: ملت یاغی در نقش ایتن هانت
- کریس پرت – دنیای ژوراسیک در نقش Owen Grady
- پل راد – مرد مورچه‌ای (فیلم) در نقش مرد مورچه‌ای (اسکات لنگ)

۲۰۱۶: اندرو گارفیلد – ستیغ هک‌سا در نقش دزموند داس ‡
- بندیکت کامبربچ – دکتر استرنج (فیلم) در نقش دکتر استرنج
- مت دیمون – جیسون بورن (فیلم) در نقش Jason Bourne
- کریس ایوانز – کاپیتان آمریکا: جنگ داخلی در نقش کاپیتان آمریکا
- رایان رینولدز – ددپول (فیلم) در نقش ددپول